# Куземки
Куземки — деревня в Спас-Деменском районе Калужской области России. Входит в состав сельского поселения «Село Чипляево».

## Физико-географическая характеристика
Располагается в 18 км от Спас-Деменска и 129 км от Калуги.
Часовой пояс
Деревня Куземки находится в часовой зоне МСК (московское время). Смещение применяемого времени относительно UTC составляет +3:00.

## История
Во время Великой Отечественной войны в Куземках находились два лагеря советских военнопленных.

## Население
| 2002 | 2007 | 2010 |
| ---- | ---- | ---- |
| 52   | ↗59  | ↗60  |